# Waldbach-Mönichwald
Waldbach-Mönichwald é um município da Áustria, situado no distrito de Hartberg-Fürstenfeld, no estado da Estíria. Tem 53,97 km² de área e sua população em 2019 foi estimada em 1.477 habitantes.